# Демидова Олександра Іванівна
Олександра Іванівна Демидова (19 листопада 1916, село Старе Уткино Калузької губернії, тепер Дзержинського району Калузької області, Російська Федерація — 9 березня 2003, місто Калуга, тепер Російська Федерація) — радянська державна діячка, голова Калузького облвиконкому. Депутат Верховної ради РРФСР 6—9-го скликань.

## Життєпис
Народилася у багатодітній селянській родині. Після закінчення семи класів Троїцької середньої школи з 1931 року навчалася на відділенні рільництва Калузького сільськогосподарського технікуму.
Після закінчення технікуму працювала агрономом колгоспу, агрономом контрольно-насіннєвої лабораторії, потім була агрономом Полотняно-Заводської машинно-тракторної станції (МТС) Калузької області.
Член ВКП(б) з 1944 року.
У 1950—1951 роках — голова укрупненого колгоспу «Світлий шлях» Дзержинського району Калузької області.
У листопаді 1951 — липні 1952 року — 2-й секретар Дзержинського районного комітету ВКП(б) Калузької області.
З липня 1952 по 1955 рік — 1-й секретар Лев-Толстовського районного комітету КПРС Калузької області.
У 1955—1958 роках — слухач Вищої партійної школи при ЦК КПРС.
У 1958—1961 роках — 1-й секретар Таруського районного комітету КПРС Калузької області.
У вересні 1961 — грудні 1962 року — секретар Калузького обласного комітету КПРС.
У грудні 1962 — 23 грудня 1964 року — голова виконавчого комітету Калузької сільської обласної ради депутатів трудящих.
23 грудня 1964 — 15 січня 1979 року — голова виконавчого комітету Калузької обласної ради депутатів трудящих.
З січня 1979 року — персональний пенсіонер у місті Калузі. Померла у березні 2003 року.

## Нагороди і звання
- орден Леніна (1976)
- орден Жовтневої Революції
- три ордени Трудового Червоного Прапора
- медаль «За доблесну працю у Великій Вітчизняній війні 1941—1945 рр.» (1945)
- медаль «За доблесну працю. В ознаменування 100-річчя з дня народження Володимира Ілліча Леніна» (1970)
- медалі
- Почесна грамота Президії Верховної ради РРФСР
- Почесний громадянин міста Калуги (1996)
- Почесний громадянин Калузької області (2013, посмертно)